# 羽純りお
羽純 りお（はづみ りお、9月8日 - ）は、日本のゲームの原画家、イラストレーター、漫画家。女性。ゆずソフト所属。

## 略歴
はづみ 翡智名義でサークル「Egoistic Honey」にて同人活動を行う。主に『テニスの王子様』の二次創作を中心とした活動を行っていた。
2004年に有限会社サーカスへ入社し、あやせ りお名義でCIRCUSに所属。『D.C. Four Seasons 〜ダ・カーポ〜 フォーシーズンズ』に原画の一員として加わる。またたにはらなつきとのユニットCherish（チェリッシュ）名義で漫画『D.C.S.G. 〜ダ・カーポ セカンドグラデュエーション〜』を『コンプティーク』（角川書店）で連載した。
CIRCUS退社後、2006年に株式会社オメガビジョンへ入社。名前を現在のものに変更し、Navelの姉妹ブランドLimeの所属原画家となる。Limeではブランドキャラクター「橘香」のデザインを手掛けるとともに、『ね〜PON?×らいPON!』のキャラクターデザイン・原画の一員に加わった。Navelが『E☆2』（発行：メディエイション 発売：ビオ・マガジン）で連載中のイラストノベル『ジャッジメントちゃいむ』では、マスコットキャラクターのデザインやコミカライズを担当している。奈月ここのオメガビジョン退社に伴い、Limeブランドキャラクター「柑奈」もデザインを描き直した。
2010年4月30日、初めての単独原画作品となる『ぺたぺた』がLimeより発売された。
2022年現在はゆずソフト所属。

## 参加作品

### 一般ゲーム
- D.C. Four Seasons 〜ダ・カーポ〜 フォーシーズンズ（角川書店 / 原画 / 2005年12月25日発売）
- PARQUET（ゆずソフトSOUR / サブ原画 / 2021年7月31日発売）[2]

### アダルトゲーム
- ね〜PON?×らいPON!（NavelLime / キャラクターデザイン・原画 / 2007年8月31日発売）
- ぺたぺた（Lime / キャラクターデザイン・原画 / 2010年4月30日発売）
- ラブ☆キス（Lime / キャラクターデザイン・原画 / 2011年8月26日発売）
- ×××な彼女が田舎生活を満喫するヒミツの方法（Lime vert / キャラクターデザイン・原画 / 2012年6月29日発売）
- 月に寄りそう乙女の作法（Navel / サブ原画 / 2012年10月26日発売）
- Royal Duty / Flush!!（Lime / 原画 / 2013年3月22日発売）
- 乙女理論とその周辺 -Ecole de Paris-（Navel / サブ原画 / 2013年7月26日発売）
- 空飛ぶ羊と真夏の花 -When girls wish upon a star.-（Navel / 原画 / 2014年4月25日発売）
- 月に寄りそう乙女の作法2（Navel / サブ原画 / 2014年12月19日発売）
- マジカル☆ディアーズ（Navel / SD原画 / 2015年11月27日発売）
- 乙女理論とその後の周辺 -Belle Epoque-（Navel / サブ原画 / 2016年5月27日発売）
- 月に寄りそう乙女の作法2.1 E×S×PAR!!（Navel / サブ原画 / 2017年5月26日発売）
- 月に寄りそう乙女の作法2.2 A×L+SA（Navel / サブ原画 / 2017年12月22日発売）
- 君と目覚める幾つかの方法（Navel / サブ原画 / 2018年5月25日発売）
- SPIRAL!!（Navel / 原画 / 2019年2月28日発売）
- シス△キャン（onomatope* raspberry / サブ原画 / 2020年9月25日発売）
- 閃鋼のクラリアス（戯画 / ゲストイラスト / 2021年2月26日発売）
- 天使☆騒々 RE-BOOT!（ゆずソフト / サブ原画 / 2023年4月28日発売）
- ライムライト・レモネードジャム（ゆずソフト / 原画 / 2025年9月26日発売）

### 漫画
- D.C.S.G. 〜ダ・カーポ セカンドグラデュエーション〜〈角川コミックス・エース〉角川書店、全3巻

原作：CIRCUS 作画：Cherish（たにはらなつき＋あやせりお）。『コンプティーク』2004年9月号〜2006年8月号連載。
- ジャッジメントちゃいむ〈E☆2コミックス〉発行：メディエイション 発売：廣済堂あかつき 出版事業部、全1巻

原作：Navel、作画：羽純りお（Lime）。『E☆2』Vol.15〜Vol.22連載。

### 小説挿絵
- らぶドル 〜solo etude〜 featuring Mai Nonomiya〈ファミ通文庫〉エンターブレイン

著：深川拓、カバーイラスト：西又葵、挿絵：羽純りお。2006年10月30日発売。
- ジャッジメントちゃいむ レムナ＝レムナの魔法石〈E☆2スナックノベルス〉発行：メディエイション 発売：飛鳥新社

著：駒尾真子、原作：Navel、カバーイラスト：西又葵、挿絵イラスト：羽純りお。2008年12月22日発売。
- ジャッジメントちゃいむ 赤い宝玉と恋の魔法〈E☆2スナックノベルス〉発行：メディエイション 発売：廣済堂あかつき 出版事業部

著：駒尾真子、原作：Navel、カバーイラスト：西又葵、挿絵イラスト：羽純りお。2009年9月29日発売。
- 乙女理論とその周辺 -Ecole de Paris-（Navel / サブ原画 / 2013年7月26日発売）

は～れ部創立!　新入部員（嫁）募集〈美少女文庫〉フランス書院
著：月乃御伽、挿絵：羽純りお。2010年8月30日発売。

### 同人音声挿絵
- お昼寝同好会で過ごすイチャつき甘えっちな日々（YSMR）